# Zaphne sierrae
Zaphne sierrae är en tvåvingeart som beskrevs av Griffiths 1998. Zaphne sierrae ingår i släktet Zaphne och familjen blomsterflugor. Inga underarter finns listade i Catalogue of Life.